# 羅爾冰川
羅爾冰川（英語：Rawle Glacier），是南極洲的冰川，位於維多利亞地的彭內爾海岸，流經利奇山和金格山脈，最終注入布萊克冰川，由新西蘭探險隊命名，現時由南極條約體系管理。